# Оранжерейная улица (Москва, Косино-Ухтомский)
Оранжере́йная улица — улица в районе Косино-Ухтомский Восточного административного округа города Москвы.

## Происхождения названия
Улица находится на территории бывшего подмосковного посёлка Косино, вошедшего в состав Москвы в 1985 году. Название перенесено в 1986 году с ранее существовавшей в посёлке улицы с оранжереями, ранее называлась Школьная улица.
К югу от улицы находится озеро Святое.

## Расположение
Оранжерейная улица начинается от Большой Косинской улицы, идёт на восток, слева по ходу движения к ней примыкают Ветлужская улица и проектируемый проезд № 6147. Заканчивается в месте пересечения с Салтыковской улицей, переходя в проектируемый проезд № 1252.

## Примечательные здания и сооружения

### по нечётной стороне
- Дом 7 — Дом инвалидов и престарелых «Тёплые беседы»; специализированный орехоплодный питомник.

### по чётной стороне
- Дом 10 — дополнительный офис Сбербанка № 9038/01471.
- Дом 14 — почтовое отделение № 622.

## Транспорт

### Метрополитен
- Станция метро «Улица Дмитриевского» Некрасовской линии — в 900 м к юге от конца улицы.